# Фонтането По
Фонтането По (итал. Fontanetto Po) је насеље у Италији у округу Верчели, региону Пијемонт.
Према процени из 2011. у насељу је живело 1181 становника. Насеље се налази на надморској висини од 145 м.

## Становништво
Према резултатима пописа становништва 2011. у општини је живело 1.203 становника.
| 1936. | 1951. | 1961. | 1971. | 1981. | 1991. | 2001. | 2011. |
| ----- | ----- | ----- | ----- | ----- | ----- | ----- | ----- |
| 2.254 | 2.088 | 1.803 | 1.493 | 1.317 | 1.190 | 1.233 | 1.203 |